# John Galsworthy

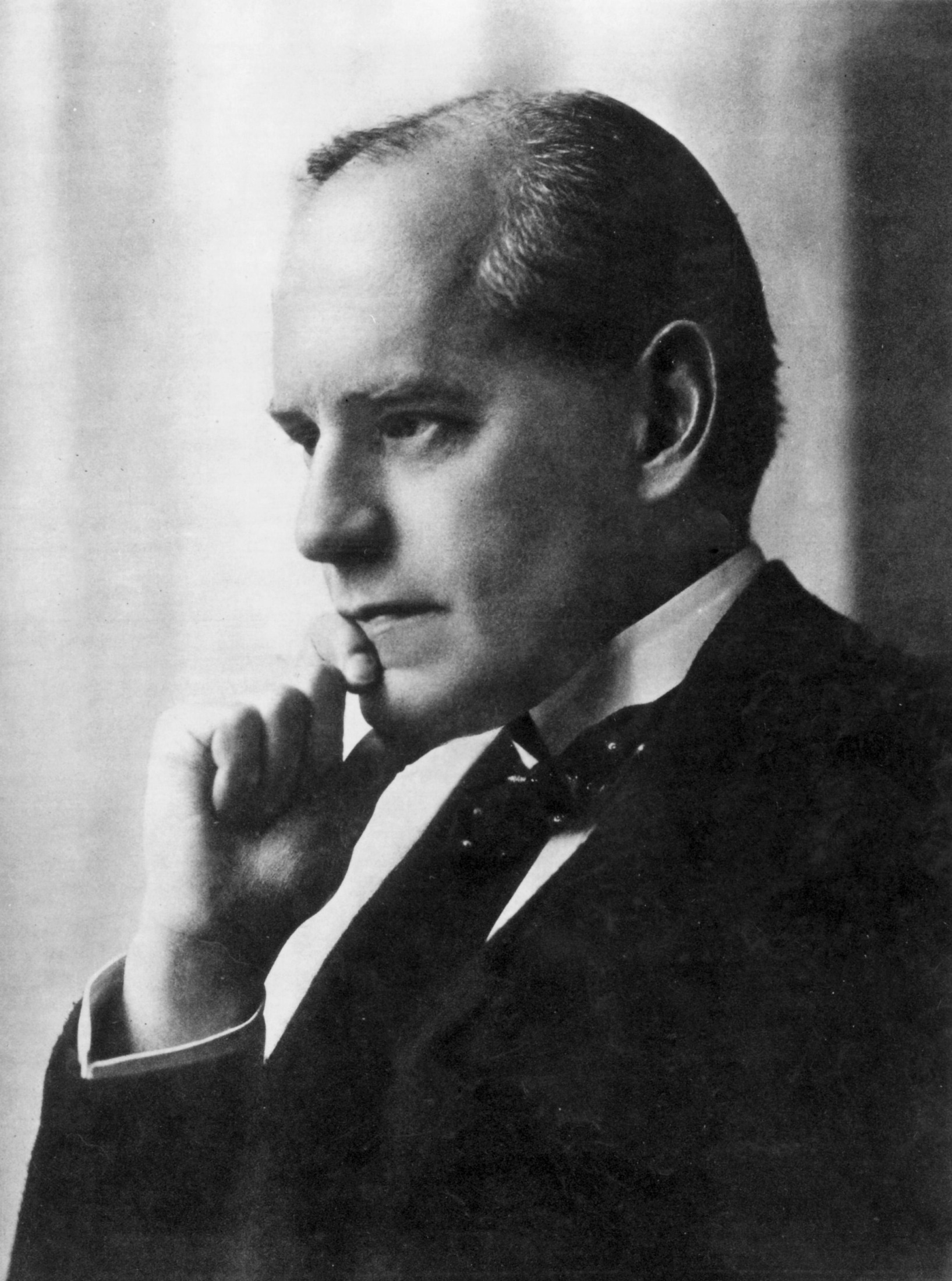
John Galsworthy

John Galsworthy (14. srpna 1867, Kingston, Surrey – 31. ledna 1933, Londýn) byl anglický prozaik a dramatik, nositel Nobelovy ceny za literaturu za rok 1932. Jeho nejznámějším dílem je románová trilogie Sága rodu Forsytů.

## Život
Galsworthy pocházel ze zámožné středostavovské rodiny. Otec byl advokát, ředitel několika společností, matka byla dcerou továrníka. Absolvoval střední školu v Harrow a potom studoval námořní právo v Oxfordu. Byl výborný sportovec, rád hrál kriket a fotbal. Roku 1889 získal doktorát práv, advokátní praxi však neprovozoval a místo toho s podporovou otcových peněz několik let cestoval po celém světě. Navštívil Rusko, Kanadu, Austrálii, Nový Zéland i Jižní Afriku. Roku 1893 se na své cestě po jižních mořích seznámil s Josephem Conradem, tehdy ještě námořním důstojníkem, a oba budoucí spisovatelé se stali důvěrnými přáteli. Toto setkání Galsworthyho definitivně přesvědčilo, aby se vzdal právnické kariéry a zcela se věnoval literatuře. Do jeho citového vývoje prudce zasáhla láska k manželce vlastního bratrance Adě Pearsonové, která ho přivedla do konfliktu nejen s příbuzenstvem, ale i s celou pokryteckou tzv. vysokou společností. Práci advokáta se Galsworthy nevěnoval ani po otcově smrti v roce 1904, neboť rodinný majetek, který celý zdědil, mu umožnil vést finančně nezávislý život. Protože po letech útrap dosáhla Ada rozvodu, mohl se s ní Galsworthy roku 1905 oženit, a toto manželství vydrželo po celý jeho další život. V letech 1903–1923 spolu často pobývali na statku Wingstone ve vesnici Manaton v oblasti Dartmooru. Galsworthy se postupem let stal úspěšným a váženým spisovatelem.
Za první světové války se přihlásil do armády, ale byl odmítnut pro krátkozrakost. Pracoval jako dobrovolník–sanitář u Červeného kříže ve Francii a Belgii. V roce 1917 odmítl povýšení do šlechtického stavu. Od roku 1918 žil v Londýně, kde vlastnil vilu Grove Lodge ve čtvrti Hampstead.
V roce 1921 se stal zakládajícím členem mezinárodní organizace spisovatelů PEN klub a byl zvolen jejím prvním předsedou (tuto funkci vykonával až do své smrti). Celou odměnu, spojenou s udělením Nobelovy ceny za rok 1932, věnoval této organizaci.
John Galsworthy byl humanista a zastánce lidských práv. Jeho divadelní hra Justice (1910) přispěla zavedení reformy vězeňství. Byl aktivním ochráncem zvířat, bojoval proti jejich zabíjení a propagoval zlepšení podmínek pro jejich chov.
Posledních sedm let života strávil Galsworthy ve svém domě ve vesnici Bury v západním Sussexu. Zemřel v Londýně, krátce po slavnostním ceremoniálu k udělení Nobelovy ceny, kterého se však již pro nemoc nemohl zúčastnit. Podle jeho vůle byl popel rozptýlen z letadla do moře u pobřeží South Downs. Symbolický hrob má na londýnském hřbitově Hihgate.

## Tvorba
Jako spisovatel debutoval Galsworthy roku 1897 povídkovým souborem Ze čtyř stran světa a brzy nato vydal své první dva nepříliš úspěšné romány. Teprve třetí román Ostrov pokrytců z roku 1904, v němž Galsworthy satiricky zobrazil život anglické vysoké společnosti a odsoudil přežívající kastovní systém, mu přinesl výraznější úspěch. První čtyři knihy vydal pod pseudonymem John Sinjohn.
Povzbuzen úspěchem díla vydal pak Galsworthy během několika let dalších pěti románů, ve kterých zkoumal jednotlivé vrstvy vysoké anglické společnosti podle jejich charakteristických sociálních rysů. Ve Vlastníkovi (dříve též Bohatec, 1906), prvním díle jeho pozdější románové trilogie Sága rodu Forsytů to byli velkoobchodníci, advokáti a finančníci, ve Venkovském sídle (1907) statkářské panstvo, v Bratrství (1909) umělecká inteligence, v Patriciji (1911) vysoká šlechta, a v Tmavém květu (1913) opět umělci.
Po skončení první světové války vydal Galsworthy další dva díly své rozsáhlé forsytovské kroniky – v roce 1920 román V pasti a v roce 1921 pak román K pronajmutí. Po vydání třetího dílu se Galsworthy takřka okamžitě zařadil mezi nejuznávanější anglicky píšící autory své doby. Na úspěch své trilogie, prvně souhrnně vydané roku 1922 pod názvem Sága rodu Forsytů, pak Galsworthy navázal v letech 1924–1928 trilogií další, nazvanou Moderní komedie. Své rozsáhlé vyprávění na forsytovské téma pak zakončil trilogií Konec kapitoly z let 1931–1933.
Byl také úspěšným dramatikem, napsal celkem 27 divadelních her. Podle jeho hry Podfuk (The Skin Game) natočil v roce 1931 stejnojmenný film Alfred Hitchcock.
Ve své tvorbě spojil Galsworthy lehce sžíravou a sociálně laděnou kritiku života anglické aristokracie, která pod maskou kultivovanosti projevuje své přízemní sobectví a touhu po hromadění majetku, s poněkud abstraktní etickou touhou po větší sociální spravedlnosti, na jejímž základě naznačoval možnosti morální reformy společnosti. Ačkoliv se v jeho díle s přibývajícím roky projevilo postupné slábnutí ironie a kritiky, je možno jej považovat za velkého vyprávěče, který přenesl tradice anglického kritického realismu do 20. století. Jeho životní dílo bylo roku 1932 oceněno Nobelovou cenou za literaturu „za vynikající vypravěčské umění, které dosahuje nejvyššího stupně dokonalosti v díle Sága rodu Forsytů“ (citace z odůvodnění Švédské akademie).

## Dílo
- From the Four Winds (1897, Ze čtyř stran světa), soubor povídek,
- Jocelyn (1898), román,
- Villa Rubein (1900, Vila Rubein), román,
- The Island Pharisees (1900, Ostrov pokrytců), román v němž Galsworthy satiricky zobrazil život anglické vysoké společnosti a odsoudil přežívající kastovní systém, který ničí štěstí citově a tvořivě založených lidí. Hlavní hrdina knihy Richard Shelton je typický představitel anglické privilegované společnosti. Je zasnouben s dívkou ze zámožné aristokratické rodiny a celý děj se rozvíjí v průběhu několika měsíců jejich zásnub. Shelton náhodou pozná poměry panující v chudinských čtvrtích Londýna, a to mu otevře oči tak, že si uvědomí vnitřní prohnilost a faleš „úctyhodné“ společnosti. Tento rozpor vede až k zrušení jeho zasnoubení a k tomu, že Shelton zvítězí nad svým sklonem ke kompromismu.
- The Salvation of a Forsyte (1900, Forsytovo nanebevzetí), povídka, ve které se Galsworthy připravuje na Ságu rodu Forsytů.
- The Silver Box (1906, Stříbrné pouzdro), divadelní hra zobrazující britskou justici, která uplatňuje jiný loket pro bohatce a jiný pro chudáky.
- Strife (1909, Svár), divadelní hra odehrávající se v dramatickém období stávky.
- The Man of Property (1906, Vlastník), česky také pod názvem Bohatec, podle mnohých názorů nejlepší autorův román, první díl Galsworthyho trilogie Sága rodu Forsytů.
- The Country House (1907, Venkovské sídlo), román, analýza pokrytectví a konzervatizmu anglických vyšších vrstev, reprezentovaných v románě především rodinou venkovského šlechtice Horáce Peudyce. Konflikt jeho syna Jiřího s rodinnými tradicemi je však vyřešen smírně.
- A Commentary (1908, Komentář),
- Joy (1909), divadelní hra
- Fraternity (1909, Bratrství), román odehrávající se v prostředí londýnské umělecké inteligence,
- Justice (1910, Spravedlnost), pochmurná divadelní hra, která měla svou scénou, ve které nervově zhroucený vězeň nelidsky trpí v samovazbě, vliv na reformu anglického vězeňského systému.
- The Patrician (1911, Patricij), román z prostředí nejvyšších kruhů anglické šlechty těsně před první světovou válkou líčící mileneckou dvojici, jejíž láska ztroskotává na tvrdých zákonech této společnosti, která má vlastní pojmy cti a neřesti a která za určitých okolností nedovoluje spojit společenské postavení a osobní štěstí.
- The Inn of Tranquillity (1912, Hostinec klidu), eseje,
- The Dark Flower  (1913, Tmavý květ), román, čtyřportrét sochaře v mezních situacích jeho tvůrčího zápasu. Láska, symbolizovaná tmavým květem a představující vztah mladého umělce k ženě jeho profesora, je jen vstupním milostným příběhem, zažehujícím několik milostných vztahů, provázejících umělce jako tvůrčí inspirace během celého jeho života. Milostné příběhy nejsou v knize jen zajímavým epickým prvkem románové stavby, ale slouží zejména pro zobrazení složitosti lidských vztahů.
- The Freelands (1915, Rod Freelandů), román,
- The Apple Tree (1916, Jabloň), novela,
- Beyond (1917, Věčnost), česky jako Silnější než smrt,
- Five Tales (1918, Pět povídek), povídkový soubor obsahující mimo jiné povídku Indian Summer of a Forsyte (Forsytovo babí léto), kterou autor zařadil roku 1922 jako první mezihru do Ságy rody Forsytů.
- A Saint's Progress (1919, Světec), novela,
- The Skin Game (1920, Podfuk), divadelní hra založená na nepřátelství dvou rodin.
- In Chancery (1920, V pasti), román, česky též jako V osidlech, druhý díl Galsworthyho trilogie Sága rodu Forsytů.
- Awakening (1920, Probuzení), povídka, kterou autor zařadil roku 1922 jako druhou mezihru do Ságy rody Forsytů.
- To Let (1921, K pronajmutí), román, třetí díl Galsworthyho trilogie Sága rodu Forsytů.
- Loyalties (1922, Oddanost), divadelní hra,
- The Forsyte Saga (1922, Sága rodu Forsytů), souborné vydání trilogie líčící osudy tří generací patricijského rodu Forsytů od roku 1866 až do počátku dvacátých let 20. století.
- Old English (1924, Starý Angličan), soubor divadelní hra,
- Caravan (1925, Karavana), soubor povídek,
- Escape (1926, Útěk), divadelní hra,
- Verses New and Old (1926, Nové a staré verše), sbírka básní,
- A Modern Comedy (1928, Moderní komedie), druhá Galsworthyho románová trilogie o Forsytech, ve které autor pokračuje v líčení osudů třetí a čtvrté generace rodu v letech 1922–1926. Kromě románů do ní autor při jejím prvním souhrnnem vydání zařadil ještě dvě mezihry. Názvy jednotlivých části jsou:
  - The White Monkey (1924, Bílá opice), román,
  - A Silent Wooing (1927, Tiché vábení), povídka, mezihra,
  - The Silver Spoon (1926, Stříbrná lžička), román,
  - Passers By (1927, Kolemjdoucí), povídka, mezihra,
  - Swan Song (1928, Labutí píseň), román, česky také jako Labutí zpěv.
- Chance on Forsyte's (1930, Na burze Forsytů), soubor povídek s forsytovskou tematikou.
- Two Essays on Conrad (1930, Dvě eseje o Conradovi), eseje,
- End of the Chapter (1934, Konec kapitoly), česky též jako Poslední kapitola, závěrečná Galsworthyho románová trilogie týkající se rodu Forsytů, vydaná souhrnně až po autorově smrti, skládající se z románů
  - Maid In Waiting (1931, Společnice), česky prvně jako Sestra, pak jako Než osud zavolá nebo jako Dychtivé mládí,
  - Flowering Wilderness (1932, Kvetoucí pustina),
  - Over the River  (1933, Napříč proudem).
- Collected Poems (1934, Sebrané básně), posmrtně vydaný soubor básní.

## Filmové adaptace

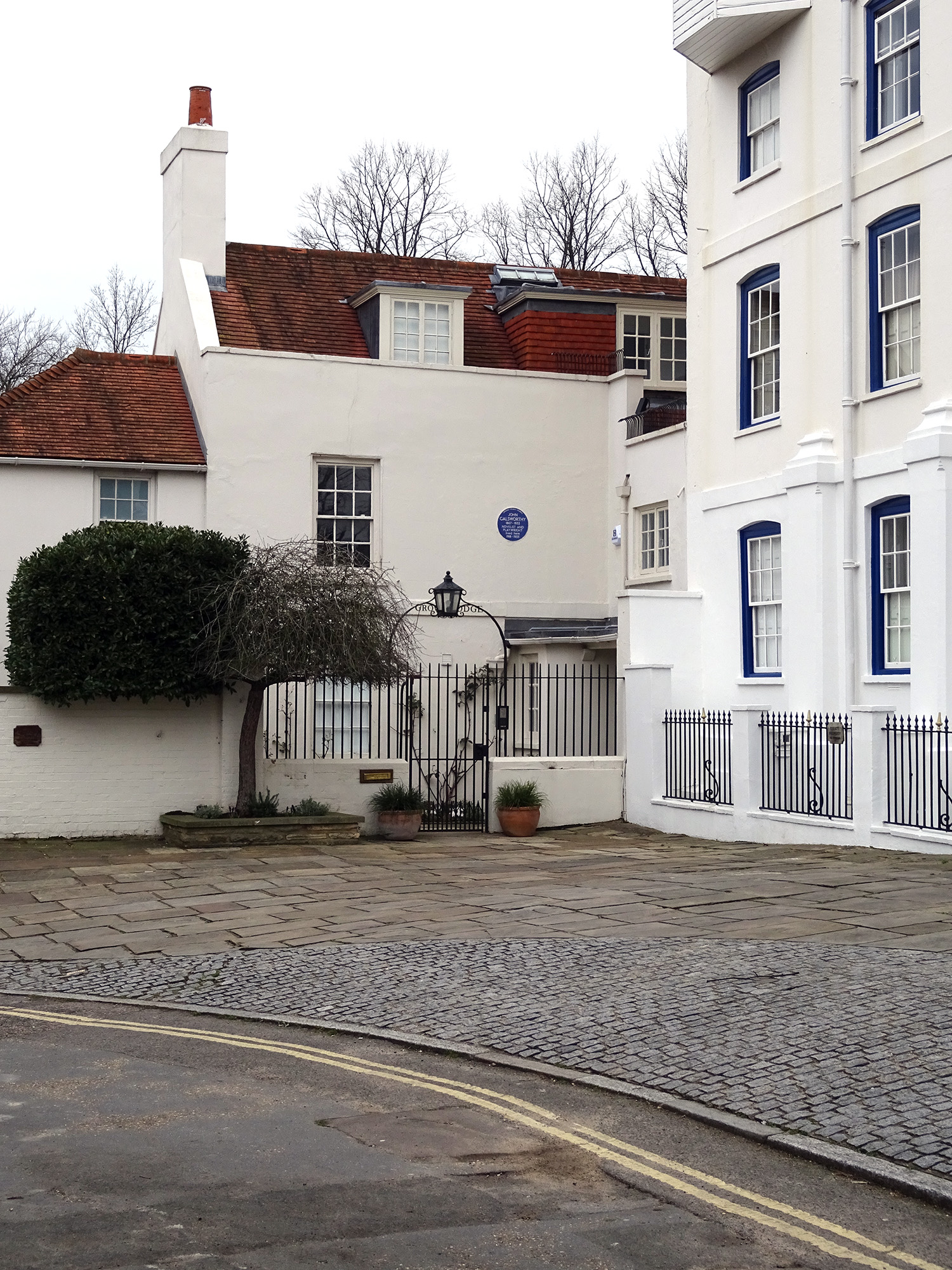
Grove Lodge - Galsworthyho dům v Londýně

- Grove Lodge - Galsworthyho dům v LondýněJustice (1917, Spravedlnost), Spojené království, režie Maurice Elvey, němý film,
- The Skin Game (1921, Podfuk), Spojené království, režie B. E. Doxat-Pratt, němý film,
- The Stranger (1921, Cizinec), Spojené království, režie Joseph Henabery, němý film,
- The White Monkey (1925, Bílá opice), Spojené státy americké, režie Phil Rosen, němý film,
- Old English (1930, Starý Angličan), Spojené státy americké, režie Alfred E. Green,
- Escape (1930, Útěk), Spojené království, režie Basil Dean,
- The Skin Game (1931, Podfuk), Spojené království, režie Alfred Hitchcock,
- Loyalties (1933, Oddanost), Spojené království, režie Basil Dean a Thorold Dickinson,
- One More River (1934, Napříč proudem), Spojené státy americké, režie James Whale,
- The Silver Box (1939, Stříbrné pouzdro), Spojené království,
- 21 Days (1940, Dvacet jedna dní), Spojené království, režie Basil Dean,
- Escape (1948, Útěk), Spojené království, režie Joseph L. Mankiewicz,
- That Forsyte Woman (1949, Forsytova žena), Spojené státy americké, režie Compton Bennett,
- Letzten werden die Ersten sein (1957, Poslední bude první), Německo, režie Rolf Hansen,
- Strife (1965, Svár), Spojené království, režie Peter Graham Scott, televizní film,
- The Forsyte Saga (1967, Sága rodu Forsytů), Spojené království, režie James Cellan Jones a David Giles, televizní seriál,
- The Skin Game (1974, Podfuk), Spojené království, režie Peter Wood, televizní film,
- Strife (1975, Svár), Spojené království, režie Michael Darlow, televizní film,
- Loyalties (1975, Oddanost), Spojené království, režie Rudolph Cartier, televizní film,
- Anglijskij vals (1982, Anglický valčík), Sovětský svaz, režie Gitis Luksas, podle divadelní hry Joy.
- A Summer Story (1988, Letní příběh), Spojené státy americké, režie Piers Haggard, podle novely Jabloň.
- První a poslední (1997, Poslední bude první), Česko, režie Dušan Klein, televizní film,
- The Forsyte Saga (2002, Sága rodu Forsytů), Spojené království, režie Christopher Menaul a Dave Moore, televizní seriál,
- The Forsyte Saga: To Let (2002, Sága rodu Forsytů: K pronajmutí), Spojené království, režie Andy Wilson, televizní seriál (pokračování přecházejícího)

## Česká vydání
- Vybrané novelly, Jan Otto, Praha 1915, přeložil Karel Mašek, dostupné online
- Bratrství, Laichter, Praha 1917, přeložila Zdeněk Franta, dostupné online
- Patricij, Stanislav Minařík, Praha 1921, přeložil Čeněk Syrový, znovu Melantrich, Praha 1934. dostupné online
- Sága rodu Forsytů I.-III., Aventinum, Praha 1926, přeložila Bohumila Kubertová-Zátková, znovu 1928, 1929, 1930, 1931 a Melantrich, Praha 1935, 1938 a 1947.
- Útěk, Ladislav Kuncíř, Praha 1927,
- Tmavý květ, Melantrich, Praha 1928, přeložil Elsie Havlasová, znovu 1931 a 1934.
- Moderní komedie I.-III. (Sága rodiny Forsytů IV.-VI.), Aventinum, Praha 1930, přeložila Bohumila Kubertová-Zátková, znovu 1931 a Melantrich, Praha 1935 a 1948.
- Ostrov pokrytců, Alois Srdce, Praha 1930, přeložila Anna Kučerová, znovu SNKLU, Praha 1953,
- Silnější než smrt, Melantrich, Praha 1930, přeložil Jan Čep a Bohuslav Rovenský, znovu 1933, 1936 a 1948.
- Svár, Adolf Synek, Praha 1930, přeložila Staša Jílovská,
- Komentář, Alois Srdce, Praha 1930, přeložil F. Zieris a Robert Titěra,
- Na burse Forsytů, Aventinum, Praha 1931, přeložila Bohumila Kubertová-Zátková, znovu Melantrich, Praha 1935.
- Rod Freelandů, Kvasnička a Hampl, Praha 1931, přeložila L. Vymětal,
- Světec, Melantrich, Praha 1930, přeložil Robert Tintěra, znovu 1935.
- Sestra, Aventinum, Praha 1932, přeložila Bohumila Kubertová-Zátková,
- Stařec a smrt, Melantrich, Praha 1932, povídky,
- Venkovské sídlo, Melantrich, Praha 1933, přeložila Květa Milcová, znovu SNKLHU, Praha 1956.
- Vzpomínky, L. Mazáč, Praha 1933, přeložila Anna Kučerová,
- Kvetoucí pustina, Melantrich, Praha 1934, přeložila Marie Vlasáková,
- Napříč proudem, Melantrich, Praha 1934, přeložila Jarmila Kurelová,
- Vila Rubein, Melantrich, Praha 1934, přeložil Jan Filip, znovu 1935.
- Poslední kapitola I.-III., Melantrich, Praha 1935, přeložily B. Kubertová-Zátková, Marie Vlasáková a Jarmila Kurelová (první díl pod názvem Než osud zavolá), znovu Allegro, Praha 1992 pod názvem Konec kapitoly (první díl pod názvem Dychtivé mládí).
- Poslední karta, Melantrich, Praha 1938, přeložil Josef Hobza, povídky,
- Jabloň, Nakladatelské družstvo Máje, Praha 1939, přeložila Ludmila Vočadlová,
- Sága rodu Forsytů I.-III., SNKLHU, Praha 1957, přeložil Zdeněk Urbánek, znovu Odeon, Praha 1967, 1970, 1971 a 1991 a BB art, Praha 2000, 2005 a 2006.
- Moderní komedie I.-III., SNKLHU, Praha 1957, znovu Odeon, Praha 1972, přeložil Zdeněk Urbánek,
- Patricij, Práce, Praha 1969, přeložila Věra Kopalová,
- Tmavý květ, Svoboda, Praha 1970, přeložil Jan Caha,
- Forsytovo nanebevzetí, Mladá fronta, Praha 1988, přeložila Hana Žantovská, znovu Garamond, Praha 2006, povídky.